# ساندي وودورد
ساندي وودورد (بالإنجليزية: Sandy Woodward)‏ هو رجل غواصة بريطاني، ولد في 1 مايو 1932 في بينزانس في المملكة المتحدة، وتوفي في 4 أغسطس 2013 في Bosham ‏ في المملكة المتحدة.